# Саби (певица)
Дженис Дена Портлок (англ. Jenice Dena Portlock; род. 24 ноября 1987, Инглвуд, Калифорния), также известная как Саби — американская поп-певица и автор песен, танцовщица и актриса сальвадорского и афроамериканского происхождения. Бывшая участница девичьей хип-хоп группы The Bangz. В настоящее время у неё подписан контракт с Warner Bros. Records.

## Биография
Детство Саби прошло в Инглвуде (штат Калифорния). Мать певицы сальвадорского происхождения, а отец афроамериканец. Саби росла, изучая два языка: испанский и английский. После развода родителей она каждые выходные проводила в доме отца и смотрела видеоклипы по MTV, так как мать не провела кабель. Саби особенно любила смотреть музыкальные клипы Майкла Джексона, Принса и Sade. Именно тогда она обрела огромную страсть к пению и к написанию песен, а также приняла решение, что хочет быть исполнителем. Однажды в интервью она сказала: «Я помню, как смотрела фильм Майкла Джексона Лунная походка и снова и снова пыталась повторить его движения». Саби также ставила танцевальные номера своих младших сестёр, чтобы они выступали для семьи.

## Дискография

### Микстейпы
| №   | Название                                | Продюсер(ы)                     | Длительность |
| --- | --------------------------------------- | ------------------------------- | ------------ |
| 1.  | «Intro»                                 | Ryan McDermott                  | 1:09         |
| 2.  | «Cali Love» (featuring Tyga)            | Mark J. Feist                   | 3:37         |
| 3.  | «Love Sounds»                           | McDermott                       | 3:41         |
| 4.  | «Better Than This»                      | Mark J. Feist                   | 3:45         |
| 5.  | «Hollywood Romance»                     | McDermott, The Arsenals (co.)   | 3:56         |
| 6.  | «24K»                                   | Jonas Jeberg                    | 3:43         |
| 7.  | «Both of Us» (featuring Ryan McDermott) | McDermott, Mike McTaggard (co.) | 3:30         |
| 8.  | «The Change»                            | The Costars                     | 2:29         |
| 9.  | «Body Language»                         | Mark J. Feist                   | 2:34         |
| 10. | «Dreams»                                | McDermott                       | 4:38         |
| 11. | «Cali Love» (Remix) (featuring Tyga)    | McDermott                       | 3:47         |

### Синглы
| «Wild Heart»                                 | 2011 | — | — | — | — | — | All I Want           |
| «Where Do They Do That At?» (featuring Wale) | 2012 | — | — | — | — | — | All I Want           |
| «Champagne»                                  | 2012 | — | — | — | — | — | 0 to 60: Love Sounds |
| «Cali Love» (feat Tyga)                      | 2013 | — | — | — | — | — | 0 to 60: Love Sounds |
| «—» обозначает, что сингл не попал в чарт.   |      |   |   |   |   |   |                      |

### Промосинглы
- «Goodnight» (2011)

### Совместные синглы
| Название                                              | Год  | Высшая позиция в чарте | Высшая позиция в чарте | Высшая позиция в чарте | Высшая позиция в чарте | Высшая позиция в чарте | Высшая позиция в чарте | Высшая позиция в чарте | Высшая позиция в чарте | Высшая позиция в чарте | Высшая позиция в чарте | Сертификации                                              | Альбом       |
| Название                                              | Год  | US                     | AUS                    | CAN                    | FRA                    | GER                    | IRL                    | NLD                    | NZ                     | SWI                    | UK                     | Сертификации                                              | Альбом       |
| ----------------------------------------------------- | ---- | ---------------------- | ---------------------- | ---------------------- | ---------------------- | ---------------------- | ---------------------- | ---------------------- | ---------------------- | ---------------------- | ---------------------- | --------------------------------------------------------- | ------------ |
| «You Make Me Feel...» (Cobra Starship featuring Sabi) | 2011 | 7                      | 3                      | 4                      | 13                     | —                      | 12                     | 28                     | 1                      | 47                     | 16                     | - US: Platinum - CAN: Gold - AUS: Platinum - NZ: Platinum | Night Shades |
| «—» обозначает, что сингл не попал в чарт.            |      |                        |                        |                        |                        |                        |                        |                        |                        |                        |                        |                                                           |              |

### Другие появления
| Год  | Песня                   | Артист         | Альбом                                         |
| ---- | ----------------------- | -------------- | ---------------------------------------------- |
| 2011 | «(Drop Dead) Beautiful» | Britney Spears | Femme Fatale                                   |
| 2011 | «Tough Kids»            | New Boyz       | Too Cool to Care                               |
| 2012 | «Barely Standing»       | Diplo          | Express Yourself                               |
| 2013 | «Overflow»              | Ryan McDermott | Ryan Vs. The Sandman: Tale of The Sleepwalkers |

### Музыкальные видео
| Песня                                 | Год  | Режиссёр    |
| ------------------------------------- | ---- | ----------- |
| «Wild Heart»                          | 2012 | Mike Mahil  |
| «Where They Do That At?» (feat. Wale) | 2012 | Tim Cruz    |
| «Champagne»                           | 2012 | Jakob Owens |
| «Cali Love» (feat. Tyga)              | 2013 | Mike Mahil  |